# Myrviken
Myrviken is een plaats in de gemeente Berg in het landschap Jämtland en de provincie Jämtlands län in Zweden. De plaats heeft 224 inwoners (2005) en een oppervlakte van 34 hectare. De plaats ligt aan een baai van het meer Storsjön.